# Сыстерова
Сыстерова — деревня в Кудымкарском районе Пермского края. Входит в состав Егвинского сельского поселения. Располагается на правом берегу Егвы северо-восточнее от города Кудымкара. Расстояние до районного центра составляет 15 км. По данным Всероссийской переписи населения 2010 года, в деревне проживало 16 человек (6 мужчин и 10 женщин).

## История
По данным на 1 июля 1963 года, в деревне проживало 182 человека. Населённый пункт входил в состав Егвинского сельсовета.